# Larinia directa
Larinia directa är en spindelart som först beskrevs av Nicholas Marcellus Hentz 1847.  Larinia directa ingår i släktet Larinia och familjen hjulspindlar. Inga underarter finns listade i Catalogue of Life.